# Aéroport régional de Texarkana
L'aéroport régional de Texarkana, (code IATA : TXK • code OACI : KTXK) est un aéroport domestique  desservant la ville de Texarkana, siège du comté de Miller, dans l’extrême sud-ouest de l'Arkansas, aux États-Unis.
L'unique destination régulière de cet aéroport est Dallas/Fort Worth opérée par American Eagle.

## Situation

### Carte des aéroports en Arkansas
| Nord-ouest de l'Arkansas Texarkana Comté de Boone Hot Springs-Memorial Field Jonesboro Little Rock Fort Smith |